# 621
621 је била проста година.

## Догађаји
- Цар Ираклије закључује мировни споразум (у замену за годишњи данак) са Аварима на Балканском полуострву, дајући му одријешене руке да окупи византијске снаге у Малој Азији, за невојне трошкове против Персијског царства.
- Град Малага, у јужној Шпанији, у провинцији Шпанији, освајају Визиготи.
- Краљ Сисебут умире после деветогодишње владавине и наследио га је његов син Рекаред II. Визиготско племство поставља Рекареда на престо, али умире после два месеца. Суинтила, његов полу-ујак и регент, постаје краљ Визиготског краљевства.
- Кинески цар Гаозу делегира контролу над својом војном и цивилном администрацијом на истоку свом другом сину Ли Шимину. Он се концентрише на реформу кованог новца и опорезивање.
- 28. мај – Битка код Хулаоа: Ли Шимин побеђује бројчано надмоћнију војску Доу Јиандеа код пролаза Хулао.
- Исламска традиција проповеда да је Мухамед посетио рај на крилатој планини Бурак, у Исра вал-Мирај, од Меке до Јерусалима, затим до неба са јерусалимске Храмске горе, па назад у Меку.
- Кинези оснивају царски биро за производњу порцелана. Њихова технологија ће напредовати даље под династијом Танг.